# SVA Kindberg
SVA Kindberg - to austriacki klub piłkarski. Siedziba klubu mieści się w mieście Kindberg. Został założony w 1936 roku.